# Iora grossa
La iora grossa (Aegithina lafresnayei) és una espècie d'ocell de la família dels egitínids (Aegithinidae) 

## Hàbitat i distribució
Habita boscos del sud-oest de la Xina i Sud-est asiàtic.